# Kapanga isulata
Kapanga isulata là một loài nhện trong họ Hahniidae.
Loài này thuộc chi Kapanga. Kapanga isulata được Raymond Robert Forster miêu tả năm 1970.